# Efecte de la tecnologia educativa: activitat proposada
Els estudis comparatius són molt freqüents en l'ensenyament amb tecnologies. Un cas habitual és el del contrast experimental, en què es divideix els participants en dos grups. En un dels grups s'utilitza la TE i en l'altre no, i finalment es contrasten d'acord amb algunes variables resultat. És important tenir un contacte amb els mètodes i variables que s'utilitzen en els estudis científics en l'àrea.

## Objectius
- Introduir-se en la manera en què la recerca estudia l'efecte de la TE.
- Conèixer i entendre les variables resultat habituals, que permeten valorar les experiències en què s'inclou TE.

## Activitats
En aquest cas, la tasca té els passos següents:
1. Cerca. Utilitzant el motor de cerca específic de literatura científica (per exemple Google Acadèmic), busqueu un estudi en què es faci un contrast com el que hem esmentat. (Nota: És més fàcil trobar-ne si en busqueu en anglès.)
2. Anàlisi. Llegiu l'estudi seleccionat i identifiqueu almenys els elements següents:
  1. Component o components de TE.
  2. Mètode de disseny instruccional utilitzat, i si el mètode és el mateix en tots dos grups.
  3. Variables resultat que es contrasten.
  4. Tècniques de contrast (tipus de recollida de dades, anàlisi estadística, etc.).
  5. Feu un resum sobre si les conclusions són positives o negatives.

3. Informe. Valoreu els resultats de l'anàlisi en grup per mitjà d'un missatge o document.

## Avaluació
Aquesta és una activitat de caràcter formatiu, de manera que és per als participants mateixos, que han de contrastar les seleccions que han fet amb les dels altres.